# Canace nasica
Canace nasica är en tvåvingeart som först beskrevs av Alexander Henry Haliday 1839.  Canace nasica ingår i släktet Canace och familjen Canacidae. Inga underarter finns listade i Catalogue of Life.